# Alec James
Alec James (* 21. August 1999 in Simi Valley, Kalifornien, Vereinigte Staaten) ist ein belgisch-US-amerikanischer Eishockeyspieler, der seit 2016 beim IHC Leuven in der belgisch-niederländischen BeNe League spielt.

## Karriere
Alec James, der belgisch-US-amerikanischer Doppelstaatler ist, wurde in Kalifornien geboren, spielt aber seit Beginn seiner Karriere als Eishockeyspieler beim IHC Leuven, für den er bereits als 17-Jähriger in der belgisch-niederländischen BeNe League debütierte.

## International
Für Belgien nahm James im Juniorenbereich an der U20-Weltmeisterschaft der Division II 2019, als er zum besten Spieler seiner Mannschaft gewählt wurde, teil.
Mit der Herren-Nationalmannschaft der Belgier spielte James erstmals bei der Weltmeisterschaft der Division II 2018. Auch 2019, 2022, 2023 und 2024 spielte er in der Division II.

## Erfolge und Auszeichnungen
- 2024 Aufstieg in die Division II, Gruppe A, bei der Weltmeisterschaft der Division II, Gruppe B

## BeNe League-Statistik
(Stand: Ende der Spielzeit 2023/24)